# Rouffiac (Cantal)
Rouffiac is een gemeente in het Franse departement Cantal (regio Auvergne-Rhône-Alpes) en telt 237 inwoners (1999). De plaats maakt deel uit van het arrondissement Aurillac.

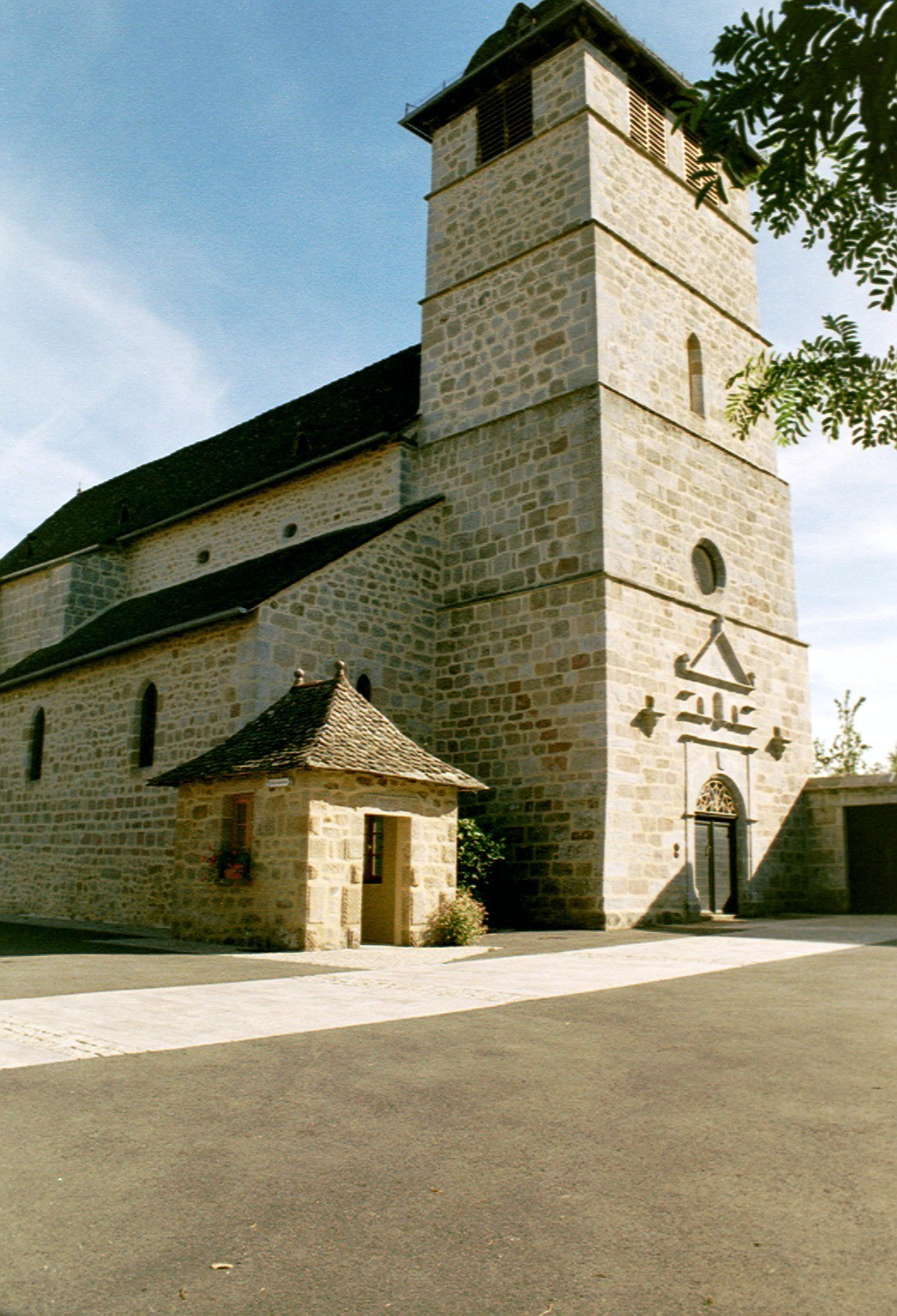
Kerkgebouw in Rouffiac.

## Geografie
De oppervlakte van Rouffiac bedraagt 23,6 km², de bevolkingsdichtheid is 10,0 inwoners per km².
De onderstaande kaart toont de ligging van Rouffiac (Cantal) met de belangrijkste infrastructuur en aangrenzende gemeenten.

## Demografie
Onderstaande figuur toont het verloop van het inwonertal (bron: INSEE-tellingen).

Vanwege een beveiligingsprobleem met de MediaWiki Graph-software is het momenteel niet mogelijk deze grafiek weer te geven. Zodra de software is bijgewerkt zal de grafiek vanzelf weer zichtbaar worden.